# Burnout Crash!
Burnout Crash! est un jeu vidéo d'action et de course développé par Criterion Games et édité par Electronic Arts, sorti en 2011 sur PlayStation 3, Xbox 360 et iOS.

## Système de jeu
Le jeu se focalise avant tout sur le gameplay du célèbre mode de jeu « crash » de la série Burnout. Le joueur est amené à jeter volontairement son véhicule dans un carrefour, chaque impact avec les autres véhicules génère un remplissage de la jauge de Crashbreaker, qui, une fois remplie, permet de générer une explosion permettant d'accentuer les dégâts via une onde de choc. Mais, contrairement aux autres opus de la série, le jeu se joue via une vue du dessus.
Le jeu propose aussi des modes de jeu inédits dans la série. Le mode Road Trip impose au joueur de ne pas laisser s'échapper plus de cinq véhicules au risque de mettre prématurément fin à la partie. Le mode Rush Hour propose un trafic plus important et l'apparition de camions de pizzas permettant l'obtention de différents bonus au hasard lorsque ces derniers sont percutés. Enfin, le mode Pile Up impose un trafic plus réduit, mais les Crashbreakers sont beaucoup plus nombreux et dévastateurs.  

## Accueil
Le jeu a reçu un avis mitigé à sa sortie. La rédaction de Jeuxvideo.com lui donne la note de 12, déplorant les graphismes manquant de vie et une durée de vie réduite mais un gameplay sachant être technique. Les joueurs lui attribuent la note de 11.4. L'agrégateur de critiques Metacritic lui donne la moyenne de 66, les critiques positives notant un gameplay addictif et amusant, les critiques négatives déplorent un gameplay sans fond ainsi qu'un manque de contenu. Les joueurs, quant à eux, lui attribuent la moyenne de 6.5.